# Ейбенталь
Ейбенталь (рум. Eibenthal) — село у повіті Мехедінць в Румунії. Входить до складу комуни Дубова.
Село розташоване на відстані 312 км на захід від Бухареста, 40 км на захід від Дробета-Турну-Северина, 133 км на захід від Крайови.

## Населення
За даними перепису населення 2002 року у селі проживали 308 осіб.
Національний склад населення села:
| Національність | Кількість осіб | Відсоток |
| -------------- | -------------- | -------- |
| чехи           | 269            | 87,3%    |
| румуни         | 31             | 10,1%    |

Рідною мовою назвали:
| Мова      | Кількість осіб | Відсоток |
| --------- | -------------- | -------- |
| чеська    | 267            | 86,7%    |
| румунська | 33             | 10,7%    |